# Приймальне тестування
Приймальне тестування (англ. acceptance testing) — це тестування ПЗ яке проводять для перевірки на відповідність до вимог замовника.
Приймальне тестування — це фінальний етап тестування програми перед публічним запуском. Як тільки прийнято рішення, що продукт повністю готовий до використання — приймальне тестування має підтвердити це. Часто приймальне тестування означає залучення команди незалежних тестерів для аналізу стану продукту. Як правило, подібне тестування виконується, коли замовник хоче дізнатися незалежну думку про якість замовленого ним продукту. Приймальне тестування виконується на підставі набору типових тестових випадків і сценаріїв, розроблених на підставі вимог до даного додатка.

## Особливості приймального тестування
Тестування прийнятності для користувача (ТПК) являє собою процес, за допомогою якого отримується підтвердження того, що система відповідає взаємно узгодженим вимогам. Експерт предметної області, переважно власник або клієнт об'єкта який тестується, забезпечує таке підтвердження після перегляду. При розробці програмного забезпечення ТПК, є одним із заключних етапів проекту і часто відбувається, перш ніж клієнт отримує готову систему.
Користувачі системи виконують тести, які обумовлені розробниками у договорі або специфікації. Дизайнери тестів розробляють формальні тести, а також ряд рівнів серйозності. В ідеалі, приймальні тести для користувача та їх формальна інтеграція і системні тест кейси не повинні бути складені однією і тією ж особою. ТПК виступає як остаточна перевірка необхідної бізнес-функції та належного функціонування системи, емулюючи умови реального використання від імені клієнта або конкретного покупця. Якщо програмне забезпечення працює як належить і не виникає проблем під час нормального використання, можна розумно екстраполювати той же рівень стабільності виробництва.
Тести для користувачів, які зазвичай виконуються клієнтами або кінцевими користувачами, зазвичай не націлені на виявлення простих проблем, таких як орфографічні помилки і косметичні проблеми. У промисловому секторі, загальне ТПК є «заводським приймальним тестом» (ЗПТ). Цей тест виконується перед встановленням відповідного устаткування. Велику частину часу перевіряється не тільки, чи дане обладнання відповідає заданій специфікації, а й, чи є устаткування повністю функціональним. ЗПТ зазвичай включає в себе перевірку повноти, перевірку за договірними вимогами, доказ функціональності (або шляхом моделювання або звичайним тестуванням функцій) і заключний огляд.
Результати цих тестів вселяють впевненість у клієнтів про те, як система буде працювати у виробництві. Там також можуть бути юридичні або договірні вимоги для прийняття системи.

## Які документи нам потрібні
- План приймальних випробувань — перелік того, що включається в приймальне тестування. План повинен бути узгоджений в проекті якомога раніше — на самому початку розробки коли є узгоджене ТЗ, опрацьована архітектура і узгоджено план проекту.
- Форма приймального тесту — опис того що і яким способом приймається. Містить посилання на вимоги.
- Реєстр приймальних зауважень
- Протокол приймального тестування — документ підвиду здав-прийняв.

## Типові об'єкти тестування
- Процедури використання
- Бізнес-процеси на повністю інтегрованій системі
- Процеси експлуатації та обслуговування
- Звіти

Якщо під приймальним тестуванням розуміється не тільки тестування якості, а ще й відповідність за грошовими і тимчасовими показниками — то необхідно надати план-факт аналіз виконання робіт зі створення переданих на приймальне тестування результатів проекту.

## Цілі приймального тестування
1. Приймальне тестування допомагає відшукати помилки, пов'язані зі зручністю та простотою програми для користувачів;
2. Даний вид тестування є фінальним етапом перед запуском програми;
3. Приймальне тестування здійснюється за допомогою реального сприйняття додатку кінцевими користувачами.

## Переваги приймального тестування
1. Приймальне тестування допомагає відшукати баги пов'язані зі зручністю та простотою програми для користувачів;
2. Приймальне тестування здійснюється за допомогою реального сприйняття додатки кінцевими користувачами.

## Список фреймворків приймального тестування
- Cucumber
- Fabasoft app.test
- FitNesse
- Framework for Integrated Test (Fit)
- iMacros
- ItsNat
- Ranorex
- Robot Framework
- Selenium
- Test Automation FX
- Watir

## Типові види приймального тестування

### Тестування прийнятності для користувача
Це може включати заводські випробування прийняття, тобто випробування, проведені розрозробниками, перш ніж продукт або система переміщається до місця призначення — сайту, після чого приймальне тестування сайту може бути виконане його користувачами.

### Оперативні приймальні випробування (ОПВ)
Також відомі як експлуатаційні випробування готовності, це відноситься до перевірки зробленої системи, щоб переконатися, що процеси та процедури працюють правильно, щоб дозволити системі виконуватись і мати можливість її підтримувати. Це може включати перевірки зроблені для резервних технічних засобів, процедур аварійного відновлення, навчання кінцевих користувачів, технічного обслуговування, та процедур безпеки.

### Контракт і регулювання приймального тестування
У контракті приймального тестування, система протестована проти ухвалення критеріїв, як описано в контракті, перш ніж система буде прийнята. У регулюванні приймального тестування, система тестується на відповідність до юридичних стандартів, стандартів держави та безпеки.

### Альфа і бета-тестування
Альфа-тестування відбувається на сайтах розробників і включає в себе тестування операційної системи внутрішнім персоналом, перш ніж проект буде випущений до зовнішніх клієнтів. Бета-тестування проходить на сайтах клієнтів і включає в себе тестування групою клієнтів, які використовують систему у їх власному місці і забезпечують відповідь, перш ніж система випуститься для інших клієнтів. Останнє часто називають «польове тестування»